# Syrphoctonus punoensis
Syrphoctonus punoensis är en stekelart som beskrevs av Diller 1984. Syrphoctonus punoensis ingår i släktet Syrphoctonus och familjen brokparasitsteklar. Inga underarter finns listade i Catalogue of Life.